# Lijst van voetbalinterlands Fiji - Maleisië
Deze lijst van voetbalinterlands is een overzicht van alle officiële voetbalwedstrijden tussen de nationale teams van Fiji en Maleisië. De landen hebben tot op heden vijf keer tegen elkaar gespeeld. De eerste ontmoeting, een vriendschappelijke wedstrijd, werd gespeeld in Lautoka op 5 februari 2001. Het laatste duel, eveneens een vriendschappelijke wedstrijd, vond plaats op 5 juli 2018 in Kuala Lumpur.

## Wedstrijden
| № | Plaats       | Datum           | Competitie        | Wedstrijd       | Uitslag |
| - | ------------ | --------------- | ----------------- | --------------- | ------- |
| 1 | Lautoka      | 5 februari 2001 | Vriendschappelijk | Fiji – Maleisië | 4 – 1   |
| 2 | Suva         | 7 februari 2001 | Vriendschappelijk | Fiji – Maleisië | 2 – 0   |
| 3 | Ba           | 9 februari 2001 | Vriendschappelijk | Fiji – Maleisië | 1 – 2   |
| 4 | Suva         | 26 juni 2016    | Vriendschappelijk | Fiji − Maleisië | 1 − 1   |
| 5 | Kuala Lumpur | 5 juli 2018     | Vriendschappelijk | Maleisië − Fiji | 1 − 0   |

## Samenvatting
| Competitie        | Totaal gespeeld | Winst Fiji | Gelijk | Winst Maleisië | Doelsaldo Fiji – Maleisië |
| ----------------- | --------------- | ---------- | ------ | -------------- | ------------------------- |
| Vriendschappelijk | 5               | 2          | 1      | 2              | 8 − 5                     |
| Totaal            | 5               | 2          | 1      | 2              | 8 − 5                     |

FFA · A-internationals · Fijisch vrouwenelftal
1950 – 1959 · 
1960 – 1969 · 
1970 – 1979 · 
1980 – 1989 · 
1990 – 1999 · 
2000 – 2009 · 
2010 – 2019 ·
2020 − 2029
Amerikaans-Samoa ·
Australië ·
China ·
Cookeilanden ·
Estland ·
Filipijnen ·
Hongkong ·
India ·
Indonesië ·
Maleisië ·
Mauritius ·
Mexico ·
Nieuw-Caledonië ·
Nieuw-Zeeland ·
Papoea-Nieuw-Guinea ·
Salomonseilanden ·
Samoa ·
Singapore ·
Tahiti ·
Taiwan ·
Tonga ·
Vanuatu
FAM · 
A-internationals · 
Maleisisch vrouwenelftal
Afghanistan ·
Algerije ·
Australië ·
Bahrein ·
Bangladesh ·
Bhutan ·
Bosnië en Herzegovina ·
Brazilië ·
Brunei ·
Cambodja ·
Canada ·
China ·
Engeland ·
Fiji ·
Filipijnen ·
Finland ·
Ghana ·
Hongkong ·
India ·
Indonesië ·
Irak ·
Iran ·
Israël ·
Jamaica ·
Japan ·
Jemen ·
Jordanië ·
Kenia ·
Kirgizië ·
Koeweit ·
Laos ·
Lesotho ·
Libanon ·
Liberia ·
Libië ·
Liechtenstein ·
Macau ·
Malediven ·
Marokko ·
Mongolië ·
Myanmar ·
Nepal ·
Nieuw-Zeeland ·
Noord-Korea ·
Oezbekistan ·
Oman ·
Oost-Timor ·
Pakistan ·
Palestina ·
Papoea-Nieuw-Guinea ·
Qatar ·
Saoedi-Arabië ·
Salomonseilanden ·
Senegal ·
Singapore ·
Sri Lanka ·
Syrië ·
Tadzjikistan ·
Taiwan ·
Thailand ·
Turkije ·
Turkmenistan ·
Uruguay ·
Verenigde Arabische Emiraten ·
Vietnam ·
Zuid-Korea ·
Zuid-Vietnam ·
Zweden